# Oración en el huerto de Getsemaní

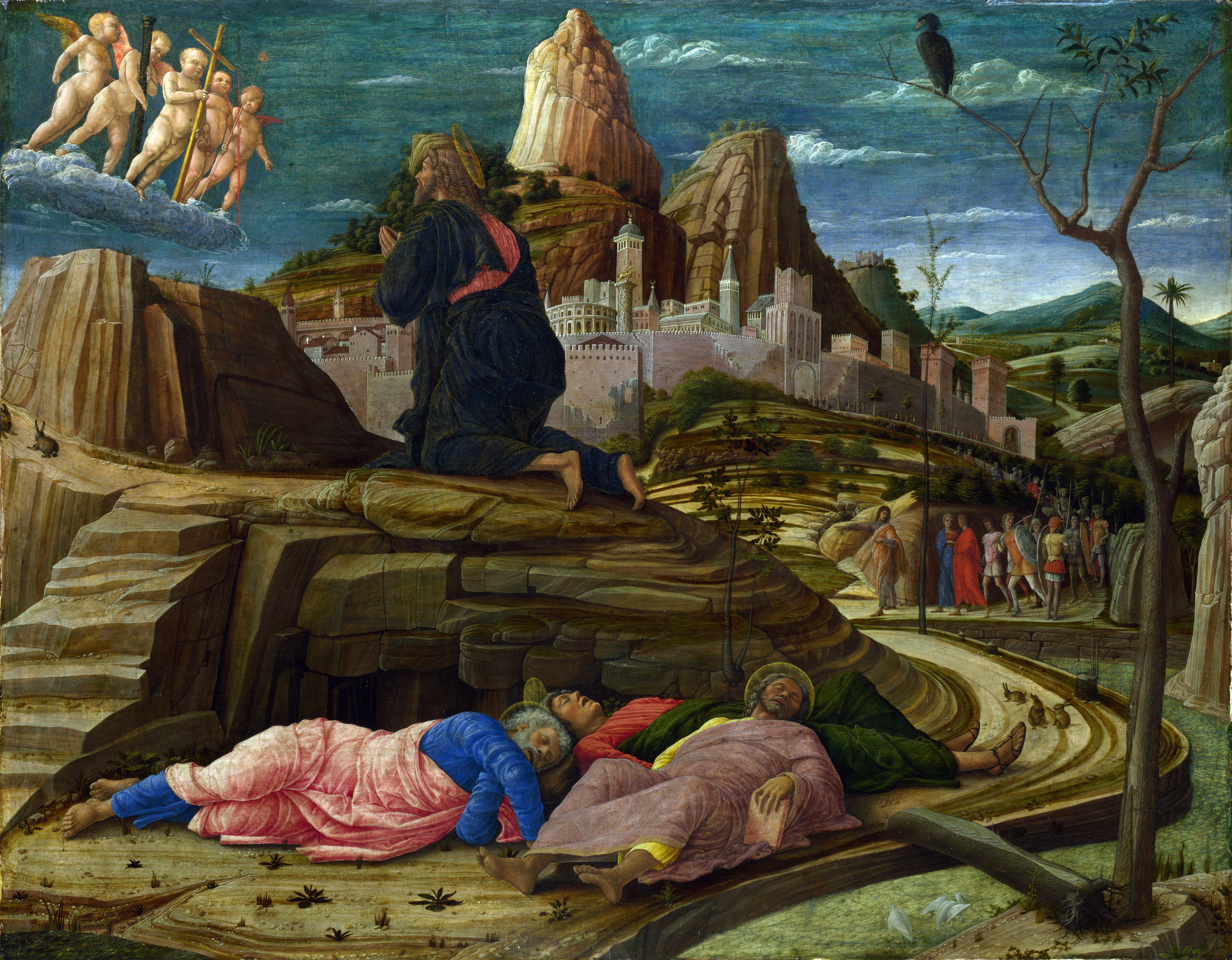
Una representación de Jesús orando en el huerto de Getsemaní según Andrea Mantegna

La Oración en el huerto de Getsemaní es un episodio de la vida de Jesús de Nazaret, presente en los cuatro Evangelios, que describe la angustia de Jesús antes de ser detenido y de empezar su llamada 'pasión' (sufrimientos).

## Narración en los Evangelios
Inmediatamente después de la Última Cena, Jesús se va a orar a un lugar identificado por Mateo y Marcos como el huerto de Getsemaní y por Lucas como Monte de los Olivos.
Según el Evangelio de Mateo, fue acompañado por los apóstoles Pedro, Juan y Santiago, a quienes pidió que oraran con él. Lo cuentan los tres evangelistas de la siguiente manera
- Según Mateo (cap 26; 36-46)

Entonces llega Jesús con ellos a un lugar llamado Getsemaní, y les dice a los discípulos: —Sentaos aquí mientras me voy allí a orar. Y se llevó a Pedro y a los dos hijos de Zebedeo, y comenzó a entristecerse y a sentir angustia. Entonces les dice: —Mi alma está triste hasta la muerte. Quedaos aquí y velad conmigo. Y adelantándose un poco, se postró rostro en tierra mientras oraba diciendo: —Padre mío, si es posible, que pase de mí este cáliz; pero que no sea tal como yo quiero, sino como quieres tú. Vuelve junto a sus discípulos y los encuentra dormidos; entonces le dice a Pedro: —¿Ni siquiera habéis sido capaces de velar una hora conmigo? Velad y orad para no caer en tentación; el espíritu está pronto, pero la carne es débil. De nuevo se apartó, por segunda vez, y oró diciendo: —Padre mío, si no es posible que esto pase sin que yo lo beba, hágase tu voluntad. Al volver los encontró dormidos, pues sus ojos estaban cargados de sueño. Y, dejándolos, se apartó una vez más, y oró por tercera vez repitiendo las mismas palabras. Finalmente, va junto a sus discípulos y les dice: —Ya podéis dormir y descansar… Mirad, ha llegado la hora, y el Hijo del Hombre va a ser entregado en manos de los pecadores. Levantaos, vamos; ya llega el que me va a entregar.

- Según Marcos (cap 14; 32-42)

Llegan a un lugar llamado Getsemaní. Y les dice a sus discípulos: —Sentaos aquí, mientras hago oración. Y se llevó con él a Pedro, a Santiago y a Juan, y comenzó a afligirse y a sentir angustia. Y les dice: —Mi alma está triste hasta la muerte. Quedaos aquí y velad. Y adelantándose un poco, se postró en tierra y rogaba que, a ser posible, se alejase de él aquella hora. Decía: —¡Abbá, Padre! Todo te es posible, aparta de mí este cáliz; pero que no sea lo que yo quiero, sino lo que quieres tú. Vuelve y los encuentra dormidos, y le dice a Pedro: —Simón, ¿duermes? ¿No has sido capaz de velar una hora? Velad y orad para no caer en tentación; el espíritu está pronto, pero la carne es débil. De nuevo se apartó y oró diciendo las mismas palabras. Al volver los encontró dormidos, pues sus ojos estaban cargados de sueño; y no sabían qué responderle. Vuelve por tercera vez y les dice: —Dormid entretanto y descansad. Se acabó; llegó la hora. Mirad que el Hijo del Hombre va a ser entregado en manos de los pecadores. Levantaos, vamos; ya llega el que me va a entregar.

- Según Lucas (cap 22; 39-46)

Salió y como de costumbre fue al monte de los Olivos. Le siguieron también los discípulos. Cuando llegó al lugar, les dijo: —Orad para no caer en tentación. Y se apartó de ellos como a un tiro de piedra y, de rodillas, oraba diciendo: —Padre, si quieres, aparta de mí este cáliz; pero no se haga mi voluntad, sino la tuya. Se le apareció un ángel del cielo que le confortaba. Y estando en agonía oraba con más intensidad. Y le sobrevino un sudor como de gotas de sangre que caían hasta el suelo. Cuando se levantó de la oración y llegó hasta los discípulos, los encontró adormilados por la tristeza. Y les dijo: —¿Por qué dormís? Levantaos y orad para no caer en tentación.

Solamente el Evangelio de Lucas añade que, mientras Jesús oraba, "se le apareció un ángel del cielo que lo confortaba" y que, "pleno de angustia, su sudor parecía como gotas de sangre que cayeran hasta tierra."
Este episodio es seguido por el de la traición de Judas y el arresto de Jesús por parte del Sanedrín.

## Comentarios de la Iglesia católica
Los tres sinópticos describen la oración de Jesús sin compañía. Marcos lo hace con rasgos más acentuados. Mateo quiere poner de manifiesto de forma preferente  que a través de su oración Jesucristo se identifica lo deseado por su Padre Dios y pone de manifiesto lo duro de la aceptación de este trance: «Si es posible, aleja…»; según avanza Jesús en su oración, esta desemboca en un total abandono a voluntad de su Padre: «Si no es posible…, hágase tu voluntad». Teresa de Ávila hace el siguiente comentario al respecto:

Toda la pretensión de quien comienza oración —y no se os olvide esto, que importa mucho— ha de ser trabajar y determinarse y disponerse con cuantas diligencias pueda hacer su voluntad conformar con la de Dios.

Los acontecimientos ocurridos tienen que ser un recuerdo fundamental para aquella comunidad cristiana incipiente. La Epístola a los hebreos cita este tremendo acontecimiento: «La tradición teológica no ha evitado preguntarse cómo Jesús pudiera vivir a la vez la unión profunda con el Padre, fuente naturalmente de alegría y felicidad, y la agonía hasta el grito de abandono. La simultaneidad de estas dos dimensiones, que parecen difícil y aparentemente inconciliables está enraizada en la profundidad insondable de la unión hipostática. 
La Teología de los santos dan unas indicaciones muy precisas para comprender de una manera más fácil la intuición de la fe, gracias a las mociones que han recibido del Espíritu Santo, o  por medio de la experiencia que ellos han tenido de los difíciles estados de prueba que los místicos describen como la noche oscura del alma. Algunos santos han vivido algo similar a  lo que experimentó Jesús. (…) Teresa de Lisieux vivió su agonía en unión con la de Jesús, viviendo en ella misma la paradoja de Jesús feliz y angustiado y lo expresa de la siguiente manera: 

Nuestro Señor en el huerto de los Olivos gozaba de todas las alegrías de la Trinidad, sin embargo su agonía no era menos cruel. Es un misterio, pero le aseguro que, de lo que pruebo yo misma, comprendo algo.

En la soledad de Getsemaní, los sufrimientos por los sucesos que van a ocurrir invaden el alma y los sentidos de Jesús que «comenzó a afligirse y a sentir angustia» y que los tres discípulos  que le acompañaban no pueden permanecer despiertos. Jesús se sobrepone y se refugia en la oración y que el evangelista Marcos recoge la invocación filial de Jesús a su Padre: «¡Abbá, Padre! Todo te es posible». Su plegaria es un acto de abandono y de confianza: «La confianza filial se prueba en la tribulación, particularmente cuando se ora pidiendo para sí o para los demás».
Jesús ora y pide a sus discípulos que recen ya que es un medio imprescindible para superar las tentaciones y mantenernos fieles a Dios: 

Si el Señor nos dijera solamente velad, pensaríamos que podíamos hacerlo todo nosotros mismos; pero, cuando añade orad, nos muestra que, si Él no cuida de nuestras almas en el tiempo de la tentación, en vano velarán quienes cuiden de ella.

Como los santos, también podemos imaginar, a través del texto, los sentimientos del Señor:

Una mole abrumadora de pesares empezó a ocupar el cuerpo bendito y joven del Salvador. Sentía que la prueba era ahora ya algo inminente y que estaba a punto de volcarse sobre Él: el infiel y alevoso traidor, los enemigos enconados, las cuerdas y las cadenas, las calumnias, las blasfemias, las falsas acusaciones, las espinas y los golpes, los clavos y la cruz, las torturas horribles prolongadas durante horas. Sobre todo esto le abrumaba y dolía el espanto de los discípulos, (…) incluso el fin desgraciado del hombre que pérfidamente le traicionaba. Añadía además el inefable dolor de su Madre queridísima. 

Pero no sólo se debe mirar al Señor. Hay que mirar al alrededor. Hoy, como ayer, se puede dejarle solo mientras otros se apresuran a combatirlo:

Vuelve Cristo por tercera vez adonde están sus Apóstoles, y allí los encuentra sepultados en el sueño, a pesar del mandato que les había dado de vigilar y rezar ante el peligro que se cernía. Al mismo tiempo, Judas el traidor, se mantenía bien despierto. (…) Son muchos los que se duermen en la tarea de sembrar virtudes entre la gente y mantener la verdadera doctrina, mientras que los enemigos de Cristo, con objeto de sembrar el vicio y desarraigar la fe (…), se mantienen bien despiertos.

### Otros comentarios
Martin Pable, de la OFM Cap sugiere que Jesús experimentó miedo, soledad y quizás una sensación de fracaso.
Justus Knecht da tres posibles causas de la tristeza y agonía de Cristo:
1. Vio ante sí los muchos e inhumanos tormentos que le esperaban. Se imaginaba todos estos terribles sufrimientos, soportándolos por anticipado.
2. Cristo tomó sobre sí los pecados de los hombres, para ofrecer en su lugar satisfacción a la justicia divina. Ahora que estaba a punto de completar su obra de redención, la horrible masa de maldad, abominación y culpa se presentó ante su alma y la llenó de aborrecimiento y aversión.
3. Sabía de antemano cuántas almas se perderían eternamente a pesar de su amarga Pasión y muerte, porque no creerían en él y no le amarían.[19]

Roger Baxter en sus Meditaciones reflexiona sobre el ángel consolando a Cristo, escribiendo:

¡Buen Dios! es posible que el eterno Hijo de Dios pida prestado consuelo a sus criaturas? Observa cómo el Padre de las luces envía al fin consuelo a los que perseveran en la oración. Imagina qué razones podría utilizar el ángel para consolar a tu agonizante Salvador. Probablemente le representó la necesidad de su pasión para la redención de la humanidad, y la gloria que redundaría a su Padre y a sí mismo. Todo esto lo comprendió Cristo infinitamente mejor que el ángel, y sin embargo no rehusó el ofrecimiento de consuelo, para enseñaros a respetar el consejo y el consuelo de vuestros inferiores.

## Tradición católica
En la tradición católica, el sufrimiento de Jesús en el huerto es el primer misterio de dolor del rosario y la primera estación del Vía Crucis. Por otro lado, se sostiene que Cristo sudó sangre literalmente, y no en sentido figurado.

## Hora Santa
En la tradición católica, Mateo 26:40 es la base de la devoción de la Hora Santa para la adoración eucarística.  En el Evangelio de Mateo:

Entonces les dijo: Mi alma está muy triste hasta la muerte; quedaos aquí y velad conmigo.
Mateo 26:38

Al llegar junto a los discípulos, los encontró durmiendo y, en Mateo 26:40, le preguntó a Pedro: "¿No habéis podido velar conmigo una hora?"
La tradición de la devoción de la Hora Santa se remonta a 1673, cuando Santa Margarita María Alacoque declaró que tuvo unas visión de Jesús en las que se le ordenaba dedicar una hora cada jueves por la noche a meditar sobre el sufrimiento de Jesús en el Huerto de Getsemaní. 

## Representaciones artísticas

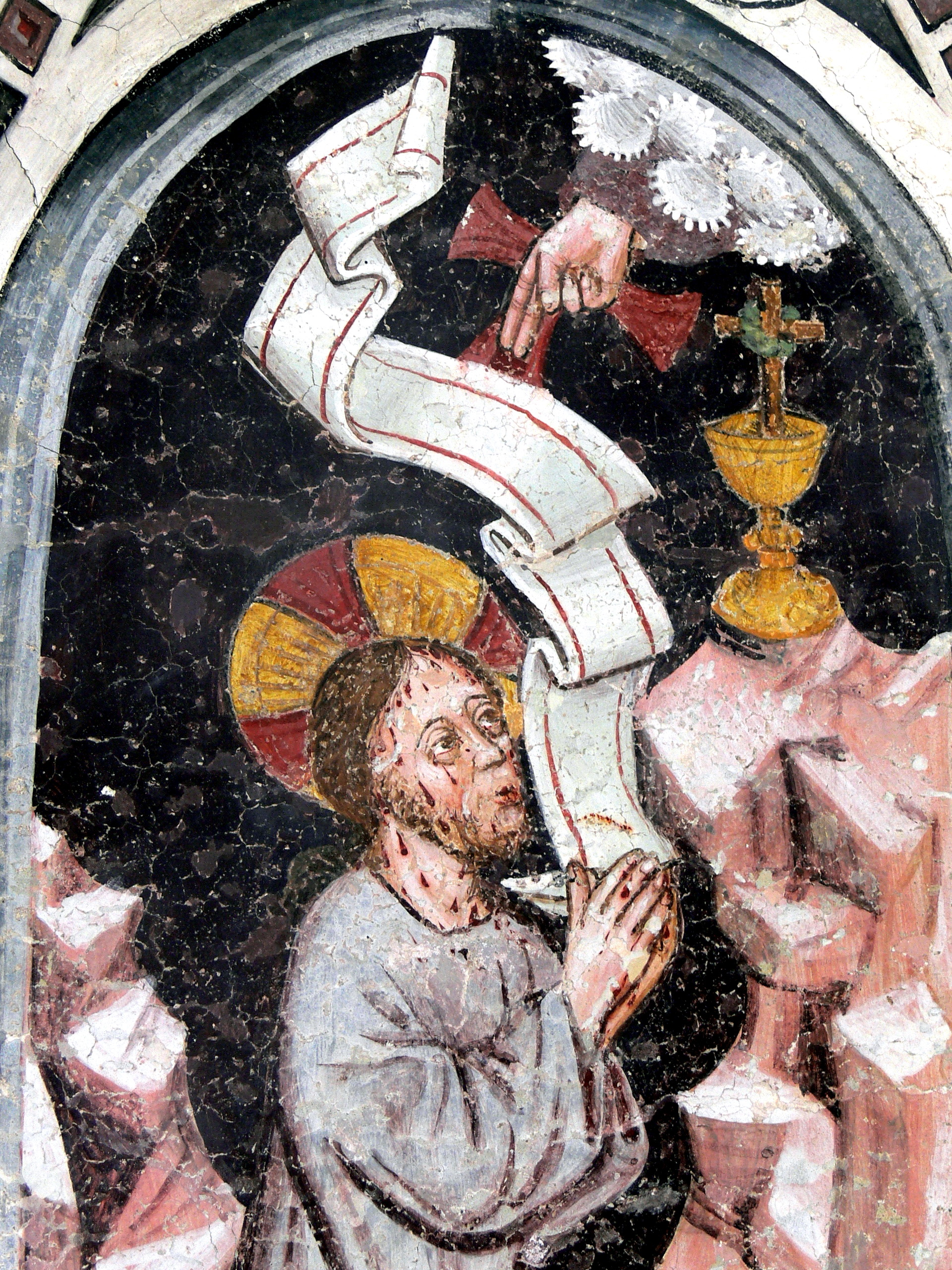
Jesús en el Monte de los Olivos

Hay un gran número de diferentes representaciones en el arte de la Agonía en el Huerto, incluyendo:
- Cristo en el monte de los Olivos' - una pintura temprana (1459-1465) del maestro renacentista italiano Giovanni Bellini
- Agonía en el jardín - un cuadro del poeta y artista romántico William Blake, c. 1800, conservado en la Tate Britain de Londres
- Agony in the Garden - un cuadro del artista italiano Correggio, fechado en 1524 y conservado en Apsley House en Londres
- Cristo en el Monte de los Olivos - un cuadro del artista italiano Andrea Mantegna, que data de 1458-1460 y se conserva en la National Gallery de Londres
- Oración en el huerto - pintura de Andrea Mantegna, fechada entre 1457 y 1459 y conservada en el Musée des Beaux-Arts de Tours.
- Agonía en el huerto - pintura de Gerard David de la década de 1510, anteriormente atribuida a Adriaen Isenbrandt, actualmente en el Musée des Beaux-Arts de Strasbourg.
- Cristo en el Monte de los Olivos - un cuadro del pintor barroco Michelangelo Merisi da Caravaggio, c. 1605
- Cristo en el Monte de los Olivos - un cuadro de Paul Gauguin, 1889
- "La Agonía en el Huerto de los Olivos" de Rafael Morante - c. 1845 en exhibición en el Museo de Arte Religioso en el Ex Convento de Santa Mónica en Puebla México.[26]
- Cristo en el Monte de los Olivos - un oratorio del compositor clásico Ludwig van Beethoven
- Getsemaní (sólo quiero decir) - En la ópera rock Jesucristo Superstar de Tim Rice y Andrew Lloyd Webber, Jesús canta esta canción en la que se enfrenta a Dios sobre su destino, aceptándolo al final de la canción. Una repetición orquestal se escucha después de la crucifixión en la forma de "John Nineteen: Cuarenta y uno".

## Conjeturas médicas
Algunos en el campo médico han planteado la hipótesis de que la gran angustia de Jesús le hizo experimentar hematidrosis (un término médico para la sudoración de sangre).
En el punto de vista tradicional (que Lucas escribió el Evangelio de Lucas), se cree que sólo Lucas describió a Jesús sudando sangre porque Lucas era médico.

## Enleces externos
- Wikimedia Commons alberga una categoría multimedia sobre Oración en el huerto de Getsemaní.

- Datos: Q2467856
- Multimedia: Agony in the Garden / Q2467856